# Charmes-Saint-Valbert
Charmes-Saint-Valbert ist eine Gemeinde im französischen Département Haute-Saône in der Region Bourgogne-Franche-Comté.

## Geographie
Charmes-Saint-Valbert liegt auf einer Höhe von 263 m über dem Meeresspiegel, 14 Kilometer westlich von Combeaufontaine und etwa 35 Kilometer westnordwestlich der Stadt Vesoul (Luftlinie). Das Dorf erstreckt sich im Westen des Departements, in der gewellten Landschaft am Südostrand des Plateaus von Langres, im Tal der Rigotte, am Nordwestfuß der Montagne de la Roche.
Die Fläche des genau 5,00 km² großen Gemeindegebiets umfasst einen Abschnitt im Bereich des Plateaus nordwestlich des Saônetals. Von Nordosten nach Südwesten wird das Gebiet vom Tal der Rigotte durchquert, die für die Entwässerung zur Saône sorgt. Die Talaue liegt durchschnittlich auf 260 m und weist eine Breite von maximal einem Kilometer auf. Flankiert wird das Tal auf seiner Südostseite von der Höhe des Bois du Buisson Brûlé (331 m), dem nördlichsten Abschluss der Montagne de la Roche. Von Norden her mündet bei Chamres-Saint-Valbert das Tal des Ruisseau de la Chapelle und seines Seitenbachs Ruisseau des Ongles. Das Gebiet reicht in diese Täler hinein wie auch auf die angrenzenden Höhen des Plateaus von Langres. Mit 380 m wird am Rand der Grands Bois die höchste Erhebung von Charmes-Saint-Valbert erreicht. In geologischer Hinsicht besteht der Untergrund aus Sedimentgestein der Lias (unterer Jura), während die Montagne de la Roche überwiegend aus Kalkstein des mittleren Jura aufgebaut ist.
Nachbargemeinden von Charmes-Saint-Valbert sind Pressigny im Westen und Norden, Molay im Osten sowie Bourguignon-lès-Morey im Süden.

## Geschichte
Funde aus gallorömischer Zeit weisen auf eine frühe Besiedlung des Gebietes hin. Im Mittelalter gehörte Charmes zur Freigrafschaft Burgund und darin zum Gebiet des Bailliage d’Amont. Das Priorat von Charmes unterstand dem Kloster Luxeuil. Zusammen mit der Franche-Comté gelangte das Dorf mit dem Frieden von Nimwegen 1678 definitiv an Frankreich. Heute ist Charmes-Saint-Valbert Mitglied des 17 Ortschaften umfassenden Gemeindeverbandes Communauté de communes du Pays Jusséen.

## Sehenswürdigkeiten
Die Dorfkirche von Charmes-Saint-Valbert wurde im 19. Jahrhundert neu erbaut. Sie beherbergt eine reiche Ausstattung, darunter ein Kruzifix aus dem 17. Jahrhundert und Statuen aus dem 18. Jahrhundert. Auf dem Friedhof steht ein Steinkreuz, das auf 1634 datiert ist.
Etwas außerhalb des Dorfes befindet sich die Quelle Saint-Valbert, deren Wasser Heilkraft bei Augenleiden zugeschrieben wird.

## Bevölkerung
| Jahr                       | 1962 | 1968 | 1975 | 1982 | 1990 | 1999 | 2006 |
| Einwohner                  | 103  | 94   | 75   | 65   | 49   | 48   | 48   |
| Quellen: Cassini und INSEE |      |      |      |      |      |      |      |

Mit 32 Einwohnern (1. Januar 2022) gehört Charmes-Saint-Valbert zu den kleinsten Gemeinden des Département Haute-Saône. Während des gesamten 20. Jahrhunderts wurde ein deutlicher Bevölkerungsrückgang verzeichnet (1891 wurden noch 222 Personen gezählt).

## Wirtschaft und Infrastruktur
Charmes-Saint-Valbert ist noch heute ein vorwiegend durch die Landwirtschaft (Ackerbau, Weinbau, Obstbau und Viehzucht) geprägtes Dorf. Außerhalb des primären Sektors gibt es nur wenige Arbeitsplätze im Ort. Einige Erwerbstätige sind auch Wegpendler, die in den größeren Ortschaften der Umgebung ihrer Arbeit nachgehen.
Der Ort liegt abseits der größeren Durchgangsachsen an einer Departementsstraße, die von Pierrecourt nach Malvillers führt. Eine weitere Straßenverbindung besteht mit Pressigny.